# Anson Mount
Anson Adams Mount IV (n. 25 de febrero de 1973, White Bluff, Tennessee) es un actor y productor estadounidense. Es conocido por sus papeles televisivos como el personaje ficticio Cullen Bohannon en la serie dramática del oeste de AMC, Hell on Wheels, como Jim Steele en la serie de corta duración de NBC, Conviction, como el superhéroe de Marvel Comics, Black Bolt en los medios del Universo cinematográfico de Marvel (MCU), apareciendo en Inhumans y Doctor Strange en el multiverso de la locura, y como el Capitán Christopher Pike en la temporada 2 de Star Trek: Discovery, un papel que repite en Star Trek: Strange New Worlds. También actuó junto a Britney Spears en la película sobre la mayoría de edad Crossroads (2002). Es miembro de la Junta Directiva de METI. (Messaging Extraterrestrial Intelligence).

## Biografía
Es hijo único de Nancy Smith, una exgolfista, y del fallecido Anson Adams Mount II, editor de deportes para la revista Playboy. Tiene dos medios hermanos, Anson Adams Mount III y Kristin Mount; hijos de una relación anterior de su padre. 
Su tatara-tatara-tatara-abuelo fue un coronel de la Caballería Confederada en la Guerra de la Secesión.
En 1991 se graduó del "Dickson County High School" en Tennessee.

## Carrera
En el 2000 apareció en la película Tully donde interpretó a Tully Coates Jr., un joven playboy que se enamora de Ella Smalley (Julianne Nicholson), una amiga de la infancia de Tully y su hermano Earl.
Ese mismo año apareció en la película de terror Urban Legends: Final Cut donde interpretó a Toby Belcher, un camarógrafo.
En el 2002 apareció en la película Crossroads donde interpretó a Ben Kimble, un joven que conoce a las chicas una noche y termina enamorándose de Lucy.
En el 2003 se unió al elenco de la serie de drama Line of Fire donde dio vida a Roy Ravelle, un agente encubierto, hasta el final de la serie En el año 004 luego de que fuera cancelada al finalizar su primera temporada. También apareció como invitado en la segunda temporada de la serie Smallville donde dio vida a Paul Hayden, el exnovio de la doctora Helen Bryce.
En el 2004 se unió al elenco principal de la serie The Mountain donde interpretó a Will Carver, el director de un lugar de esquí que después de la muerte de su abuelo descubre que el complejo se lo dejó a su hermano menor e irresponsable David Carver Jr. (Oliver Hudson), hasta el final de la serie en el año 2005.
En el 2006 se unió al elenco principal de la serie Conviction donde interpretó a Jim Steele, el asistente del fiscal hasta el final de la serie ese mismo año.
En el 2007 interpretó a Alec Brno, un abogado novato que se encuentra con su primer caso importante, exponer al despiadado jefe de la mafia Phil Anwar (Jake Weber) en la película The Warrior Class.
En el 2008 se unió al elenco principal de la película The Two Mr. Kissels donde interpretó a Robert Kissel. La película está basada en los hechos reales de la vida y asesinatos de los hermanos Andrew y Robert Kissel.
En el 2010 apareció en la película Burning Palms en el segmento "Buyer’s Remorse" donde interpretó a Tom un hombre rico y reconocido de West Hollywood que con su pareja Geri (Peter Macdissi) deciden adoptar a una niña africana de siete años de edad.
En el 2011 se unió al elenco principal de la serie Hell on Wheels donde interpretó a Cullen Bohannon, un exsoldado confederado que está decidido a vengarse por el asesinato de su cónyuge, hasta ahora. Ese mismo año interpretó al entrenador Stan Milkens en la película Straw Dogs.
En el 2012 interpretó a Cherry en al película Seal Team Six: The Raid on Osama Bin Laden, la cual narra la redada llevada a cabo en Abbottabad, Pakistán, con la que el equipo SEAL de los Estados Unidos dio muerte a Osama bin Laden en mayo del 2011.
En el 2013 apareció como invitado en la serie Red Widow donde interpretó a Evan Walraven, un traficante de drogas y esposo de Marta Petrova-Walraven.
En el 2014 apareció en la película Visions en la película compartió créditos con los actores Isla Fisher y Jim Parsons.
El 28 de febrero de 2017 se anunció que Mount había sido seleccionado para interpretar al personaje de Marvel Comics, Black Bolt, protagonista de la serie televisiva Inhumans, estrenada en 2017.
En el 2018 es elegido para interpretar al capitán Christopher Pike en la serie Star Trek: Discovery y repite el papel en Star Trek: Strange New Worlds (2022).

## Filmografía

### Cine
| Año  | Título                                       | Papel                | Notas |
| ---- | -------------------------------------------- | -------------------- | --- |
| 2000 | Urban Legends: Final Cut                     | Toby Belcher         | |
| 2000 | Tully                                        | Tully Coates Jr.     | |
| 2000 | Boiler Room                                  | Broker               | |
| 2002 | Crossroads                                   | Ben Kimble           | Nominado – Premio Golden Raspberry a la Peor combinación de pantalla (compartido con Britney Spears) Nominado – Teen Choice Award a la mejor química (compartido con Britney Spears) |
| 2002 | City by the Sea                              | Dave Simon           | |
| 2002 | Poolhall Junkies                             | Chris                | |
| 2003 | The Battle of Shaker Heights                 | Miner Weber          | |
| 2004 | The Warrior Class                            | Alec Brno            | |
| 2005 | In Her Shoes                                 | Todd                 | |
| 2006 | All the Boys Love Mandy Lane                 | Garth                | |
| 2006 | Walk the Talk                                | Larry                | |
| 2006 | Hood of Horror                               | Tex Jr               | |
| 2007 | Privacy Policy                               | Detective Barry      | |
| 2008 | The Two Mr. Kissels                          | Robert Kissel        | Película de televisión |
| 2009 | Cook County                                  | Bump                 | |
| 2009 | Burning Palms                                | Tom                  | |
| 2011 | Straw Dogs                                   | Coach Stan Milkens   | |
| 2011 | Hick                                         | Nick                 | |
| 2012 | Safe                                         | Alex Rosen           | |
| 2012 | Seal Team Six: The Raid on Osama Bin Laden   | Cherry               | Película de televisión |
| 2014 | Non-Stop                                     | Jack Hammond         | |
| 2014 | The Forger                                   | Keegan               | |
| 2014 | Supremacy                                    | Paul Sobecki         | |
| 2015 | Mr. Right                                    | Richard Cartigan     | |
| 2015 | Visions                                      | David Maddox         | |
| 2021 | The Virtuoso                                 | The Virtuoso         | |
| 2021 | Injustice                                    | Bruce Wayne / Batman | Voz |
| 2022 | Doctor Strange en el multiverso de la locura | Black Bolt           | Retomando su papel de Inhumans |
| 2022 | MK Ultra                                     | Ford Strauss         | |

### Televisión
| Año           | Título                        | Papel                    | Notas                                                         |
| ------------- | ----------------------------- | ------------------------ | ------------------------------------------------------------- |
| 1999          | Ally McBeal                   | Kevin Wah                | Episodio: "Civil War"                                         |
| 1999          | Sex and the City              | Gregory                  | Episodio: "Twenty-Something Girls vs. Thirty-Something Women" |
| 2000–2001     | Third Watch                   | Dr. Montville            | 5 episodios                                                   |
| 2003          | Smallville                    | Paul Hayden              | Episodio: "Precipice"                                         |
| 2003          | Line of Fire                  | Roy Ravelle              | 13 episodios                                                  |
| 2004          | CSI: Miami                    | Tony Macken              | Episodio: "Not Landing"                                       |
| 2004–2005     | The Mountain                  | Will Carver              | 13 episodios                                                  |
| 2005          | Lost                          | Kevin                    | Episodio: "Man of Science, Man of Faith"                      |
| 2006          | Conviction                    | Jim Steele               |                                                               |
| 2007          | Law & Order                   | Reverendo James Sterling | Episodio: "Church"                                            |
| 2007          | The Cure                      | Darren Elliot            |                                                               |
| 2009          | Dollhouse                     | Vitas                    | Episodio: "Gray Hour"                                         |
| 2011–2016     | Hell On Wheels                | Cullen Bohannon          | Rol principal; 55 episodios                                   |
| 2013          | Red Widow                     | Evan Walraven            | 3 episodios                                                   |
| 2017          | Inhumans                      | Black Bolt               | Rol principal; 8 episodios                                    |
| 2019          | Star Trek: Discovery          | Capitán Christopher Pike | 14 episodios                                                  |
| 2019          | The Ready Room                | Himself                  | Episodio: "Episode 11"                                        |
| 2019          | Star Trek: Short Treks        | Capitán Christopher Pike | 3 episodios                                                   |
| 2021–presente | Dota: Dragon's Blood          | Kaden                    | Rol de voz; 7 episodios                                       |
| 2022          | Star Trek: Strange New Worlds | Capitán Christopher Pike | Rol principal                                                 |

### Teatro
| Año  | Producción                 | Teatro                                      | Rol                      |
| ---- | -------------------------- | ------------------------------------------- | ------------------------ |
| 1998 | Cymbeline                  | Delacorte Theater                           | Iachimo/Jupiter          |
| 1998 | Cymbeline                  | Delacorte Theater                           | Francés / Capitán Romano |
| 1998 | Corpus Christi             | New York City Center/ Stage I               | Joshua                   |
| 1998 | The Caucasian Chalk Circle | La MaMa E.T.C.                              |                          |
| 2002 | Elle                       | Zipper Theatre                              | Fotógrafo                |
| 2008 | Glengarry Glen Ross        | Macha Theater                               | Richard Roma             |
| 2009 | Mourning Becomes Electra   | Acorn Theater                               | Capitán Adam Brant       |
| 2010 | Fifth of July              | Bay street Theatre                          | Kenneth Talley Jr.       |
| 2011 | Three Sisters              | East 13th Street/CSC Theatre                | Solyony                  |
| 2013 | Venus in Fur               | Singapore Repertory Theatre-DBS Arts Centre | Thomas                   |
| 2018 | Mankind                    | Playwrights Horizons                        | Mark                     |

### Como Productor/Director/Escritor
| Año       | Producción                  | Tipo     | Productor/Director/Escritor               | Premios |
| --------- | --------------------------- | -------- | ----------------------------------------- | --- |
| 2008      | Cook County                 | Película | Productor / protagonista                  | Dallas International Film Festival 2008 Special Jury Prize Hollywood Film Awards 2008 Hollywood Discovery Award - Best Feature Film Nashville Film Festival 2008 Best of Festival Award - Honorable Mention The SXSW Film Awards 2008 The Audience Award Sidewalk Film Festival 2008 Best Feature Film |
| 2008      | Atomic City[cita requerida] | Teatro   | Dramaturgo                                | |
| 2009      | In Stereo                   | Corto    | Productor                                 | |
| 2011      | Love Liza?                  | Teatro   | Dramaturgo                                | Maxim Mazumdar New Play Prize |
| 2013      | Last Time We Checked        | Corto    | Productor ejecutivo / director / escritor | |
| 2015–2016 | Hell on Wheels              | TV       | Productor                                 | Alberta Film & Television Awards 2015 Rosie Awards: Mejor Serie Dramática Alberta Film & Television Awards 2016 Rosie Awards: Mejor Serie Dramática |

### Podcast
Mount escribe, produce y presenta el podcast "The Well" con su viejo amigo Branan Edgens. Se ha desempeñado como narrador en el podcast Pseudopod, leyendo la historia de Thomas Ligotti "The Town Manager".

### Videojuegos
| Año  | Título               | Papel                 | Notas        |
| ---- | -------------------- | --------------------- | ------------ |
| 2014 | The Evil Within      | Sebastian Castellanos | [ 9 ] [ 10 ] |
| 2015 | The Assignment (DLC) | Sebastian Castellanos | Cameo        |